# Мілан
Міла́н (італ. Milano, ломб. Milan, лат. Mediolanum) — місто в північній Італії, адміністративний центр провінції Мілан у області Ломбардія. Мілан розміщений на висоті 122 м над рівнем моря у північно-західній частині Паданської рівнини між річками Тічино, Адда, По та горами Альпами на відстані близько 480 км на північний захід від Риму.
Походження назви Мілан — від латинського Mediolanum (medio — посеред і lanum — рівнина).
Мілан — значний фінансовий, промисловий, науковий і культурний центр Італії. Тут діє єдина в країні Італійська фондова біржа (Borsa Italiana). Тут добре розвинені машинобудування (у тому числі автомобілебудування), кольорова металургія (алюміній, мідь), нафтопереробна, хімічна промисловість, виробництво автопокришок, легка промисловість (одяг, взуття), фармацевтична промисловість, харчова, поліграфія і книговидання.

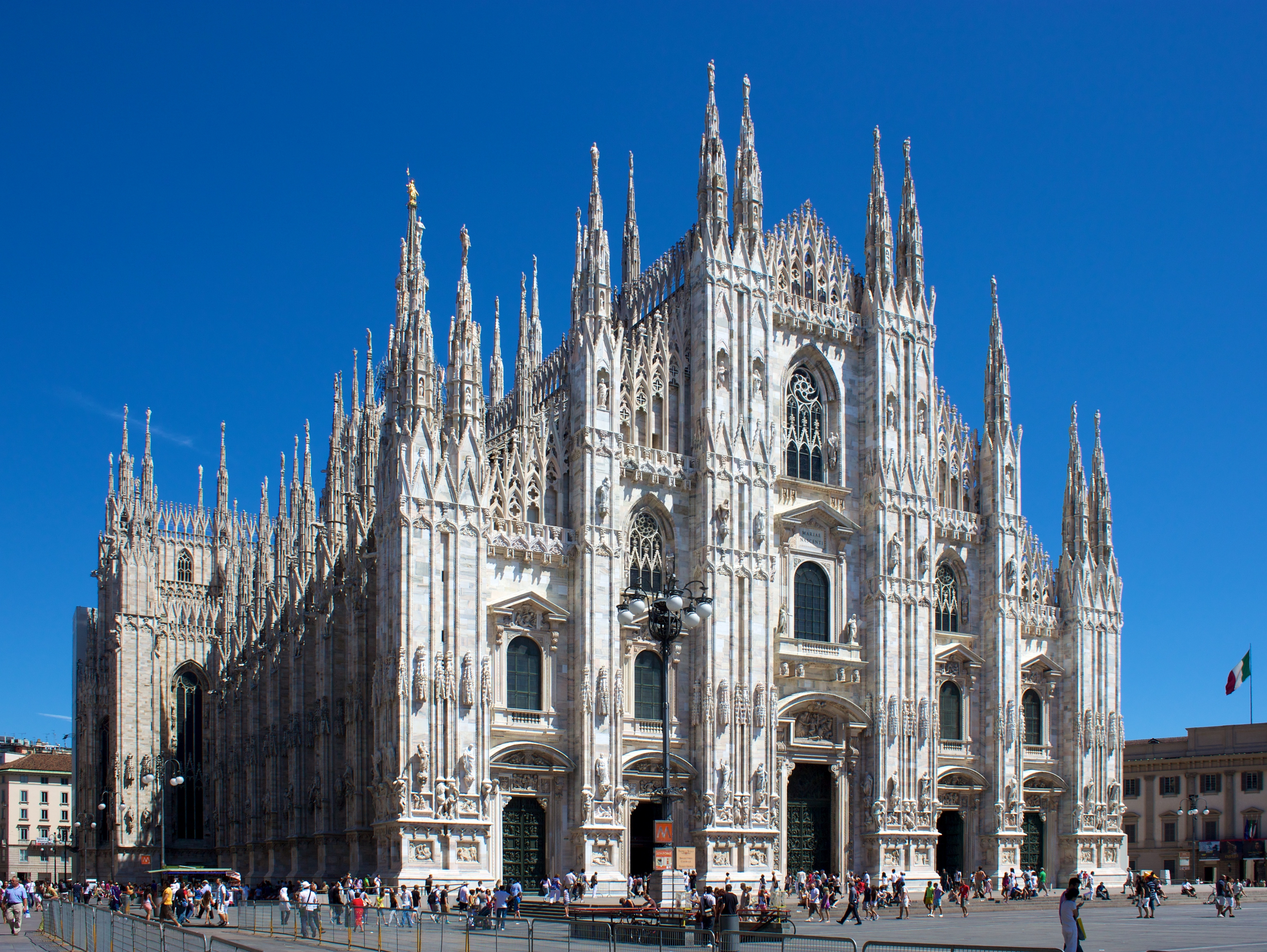
Міланський собор.

Це великий залізничний і автотранспортний вузол. У місті добре розвинута мережа міського громадського транспорту: метрополітен, трамвай, автобус. Поблизу Мілана розміщені два міжнародних аеропорти — Лінате (Linate) та Мальпенса (Malpensa).
З 1906 року в Мілані періодично відбуваються виставки й ярмарки світового значення Fiera Milano. У 2015 Мілан був господарем «Ехро-2015» (Esposizione Universale Milano 2015). Тема виставки — «Нагодувати планету. Енергія для життя».
Мілан є однією зі столиць моди. У місті діють світові центри моди Джорджо Армані, Роберто Каваллі, Джанні Версаче.

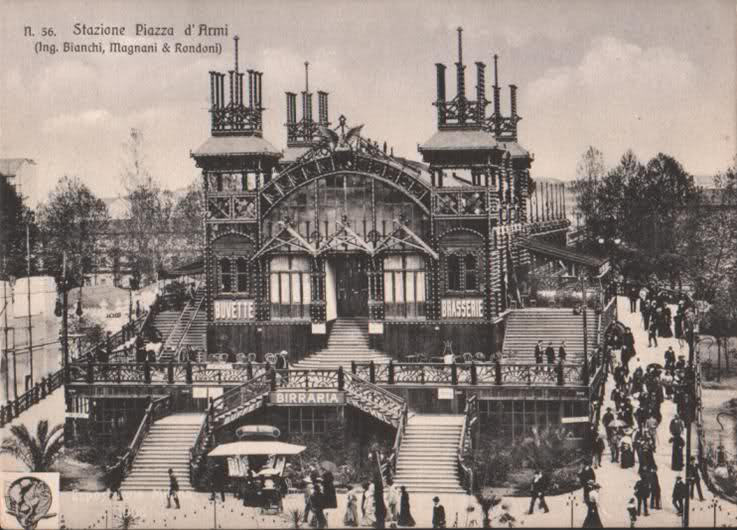
Мілан, залізнична станція надземної залізниці «Expo-1906» на площі Piazza d'armi

Мілан є головним центром міжнародного туризму. Щорічний фестиваль відбувається 7 грудня. Покровитель — святий Амвросій.
У Мілані є найбільша телевізійна студія в Європі.

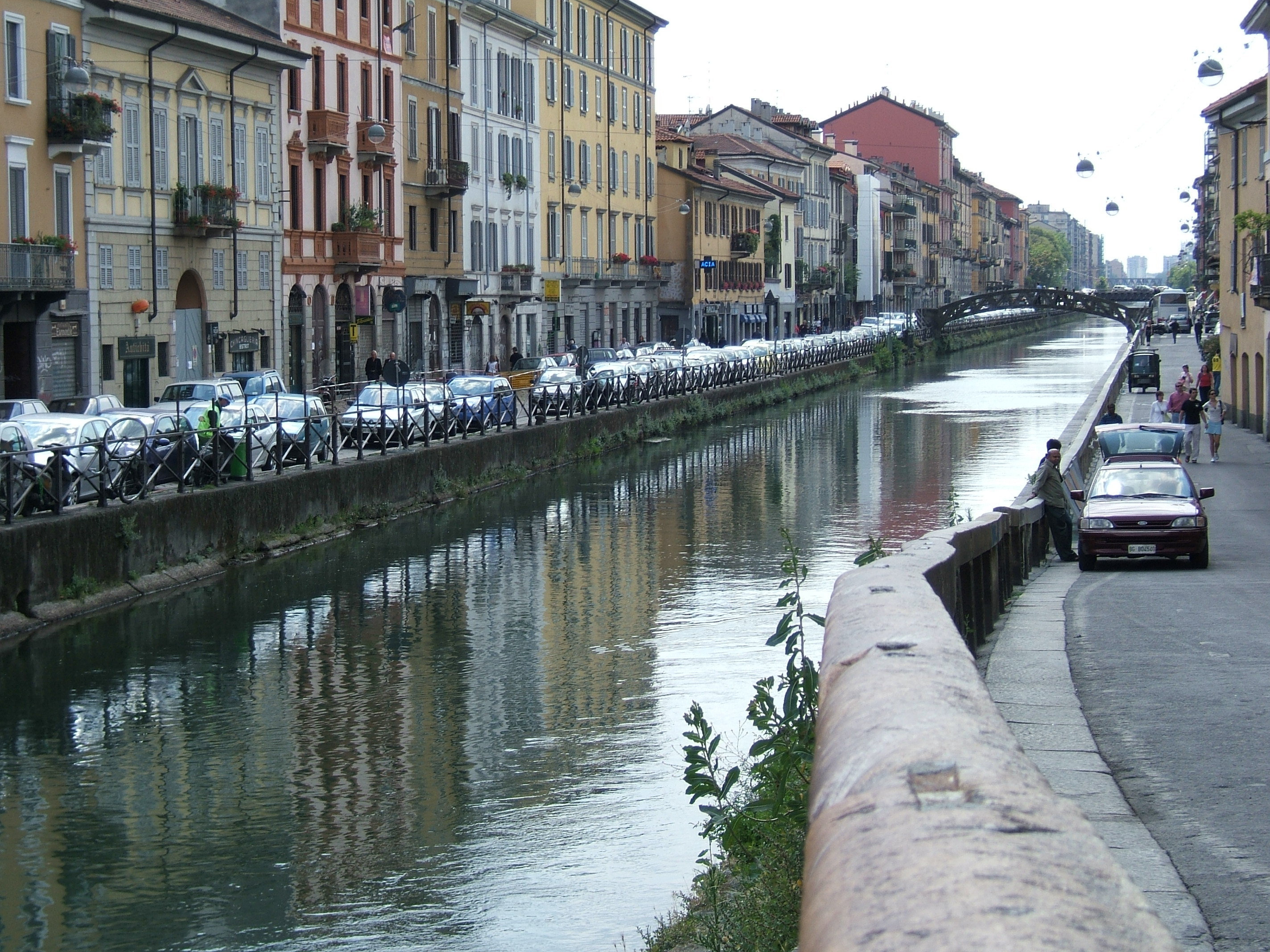
Канал Il Naviglio Grande у Мілані

Населення — 1 337 155 осіб (2014).

## Історія
Медіолан заснований в V ст. до н. е. 
У 196 до н. е. зайнятий римлянами, з 89 до н. е. — римська колонія, з 49 до н. е. — міське самоврядування (муніципій). 
У 292 став столицею Західної Імперії. В IV столітті був християнізований, а в 374–397 перебував резиденцією Амброзійського єпископату.
Двічі зруйнований варварами в 452 і 539. Відновлений як місто в 962 імператором Священної Римської Імперії Оттоном І.
У XII столітті став вільним містом і ядром Ломбардської Ліги. Досяг розквіту під головуванням правителів з сімей Вісконті та Сфорца в XIV-XV століттях. У 1499 місто завойоване французами, а в 1535 перейшло до Іспанії. З цих часів почався період його занепаду.
У 1706 увійшов до складу Австрії, що привело до нового економічного підйому.
З 1797 — столиця заснованої Наполеоном Цизальпінської республіки, з 1802 — Італійської Республіки, а з 1805 — Італійського Королівства. У 1815 згідно з рішеннями Віденського конгресу місто повернуте Австрії («Реставрація»). Надалі Мілан став центром боротьби за незалежність («5 днів») в 1848, а в 1859 взяв активну участь в процесі об'єднання Італії під проводом Савойської династії.
До 1859 (після другої Італійської війни за незалежність) Мілан разом зі всією Ломбардією усунув австрійське правління й увійшов до королівства Сардинія (яке було перетворене на Королівство Італія в 1861).
Як важливий промисловий центр Італії, Мілан був метою килимових бомбардувань під час Другої світової війни. Місто бомбили навіть після того, як П'єтро Бадольо здав його союзницьким силам в 1943. Фактично Мілан був частиною маріонеткової держави Італійської соціальної республіки Беніто Муссоліні та важливим командним центром німецької армії, розміщеної в Італії. До моменту, коли війна в Італії була нарешті закінчена, 25 квітня 1945, Мілан був сильно зруйнований, а передмістя Прекотто і Терро були повністю знищені. Після війни місто було відновлене та знову стало важливим фінансовим і промисловим центром.

## Клімат
Мілан знаходиться в перехідній між середземноморським та помірним кліматом зоні, котра характеризується морським кліматом. Найтепліший місяць — липень із середньою температурою 21.9 °C (71.5 °F). Найхолодніший місяць — січень, із середньою температурою 0,8 °С (33.5 °F).
| Клімат Мілана           | Клімат Мілана | Клімат Мілана | Клімат Мілана | Клімат Мілана | Клімат Мілана | Клімат Мілана | Клімат Мілана | Клімат Мілана | Клімат Мілана | Клімат Мілана | Клімат Мілана | Клімат Мілана | Клімат Мілана |
| Показник                | Січ.          | Лют.          | Бер.          | Квіт.         | Трав.         | Черв.         | Лип.          | Серп.         | Вер.          | Жовт.         | Лист.         | Груд.         | Рік           |
| Абсолютний максимум, °C | 20            | 22            | 25            | 27            | 30            | 35            | 37            | 35            | 33            | 27            | 22            | 21            | 37            |
| Середній максимум, °C   | 6,1           | 8,6           | 13,1          | 17            | 21,3          | 25,5          | 28,6          | 27,6          | 24            | 18,2          | 11,2          | 6,9           | 17,3          |
| Середня температура, °C | 0,8           | 3             | 6,8           | 10,7          | 15,2          | 19,1          | 21,9          | 21,2          | 17,8          | 12,3          | 6             | 1,6           | 11,4          |
| Середній мінімум, °C    | −4,4          | −2,5          | 0,4           | 4,3           | 9             | 12,6          | 15,3          | 14,8          | 11,5          | 6,4           | 0,7           | −3,6          | 5,4           |
| Абсолютний мінімум, °C  | −16           | −16           | −11           | −5            | −3            | 0             | 7             | 3             | 0             | −3            | −12           | −15           | −16           |
| Норма опадів, мм        | 67.5          | 77.1          | 99.7          | 106.3         | 132           | 93.3          | 66.8          | 97.5          | 73.2          | 107.4         | 106.3         | 54.6          | 1081.7        |
| ----------------------- | ------------- | ------------- | ------------- | ------------- | ------------- | ------------- | ------------- | ------------- | ------------- | ------------- | ------------- | ------------- | ------------- |
| Джерело: Weatherbase    |               |               |               |               |               |               |               |               |               |               |               |               |               |

Найбільша температура зафіксована в Мілані 19 червня 1903 р. (+37 °C), що і викликало неймовірну посуху в місцевості річки По. Найнижче ж стовпчик термометра опускався тут 5 лютого 1877 року (-17 °C), тоді ж випала і найбільша кількість опадів (майже 4000 мм) снігу за 24 години.

## Демографія
Населення за роками (тис.):

Станом на 1 січня 2023 року в муніципалітеті офіційно проживало 261 277 іноземців з 168 країн, серед них 27872 громадяни країн Євросоюзу та 8004 громадяни України.

## Економіка

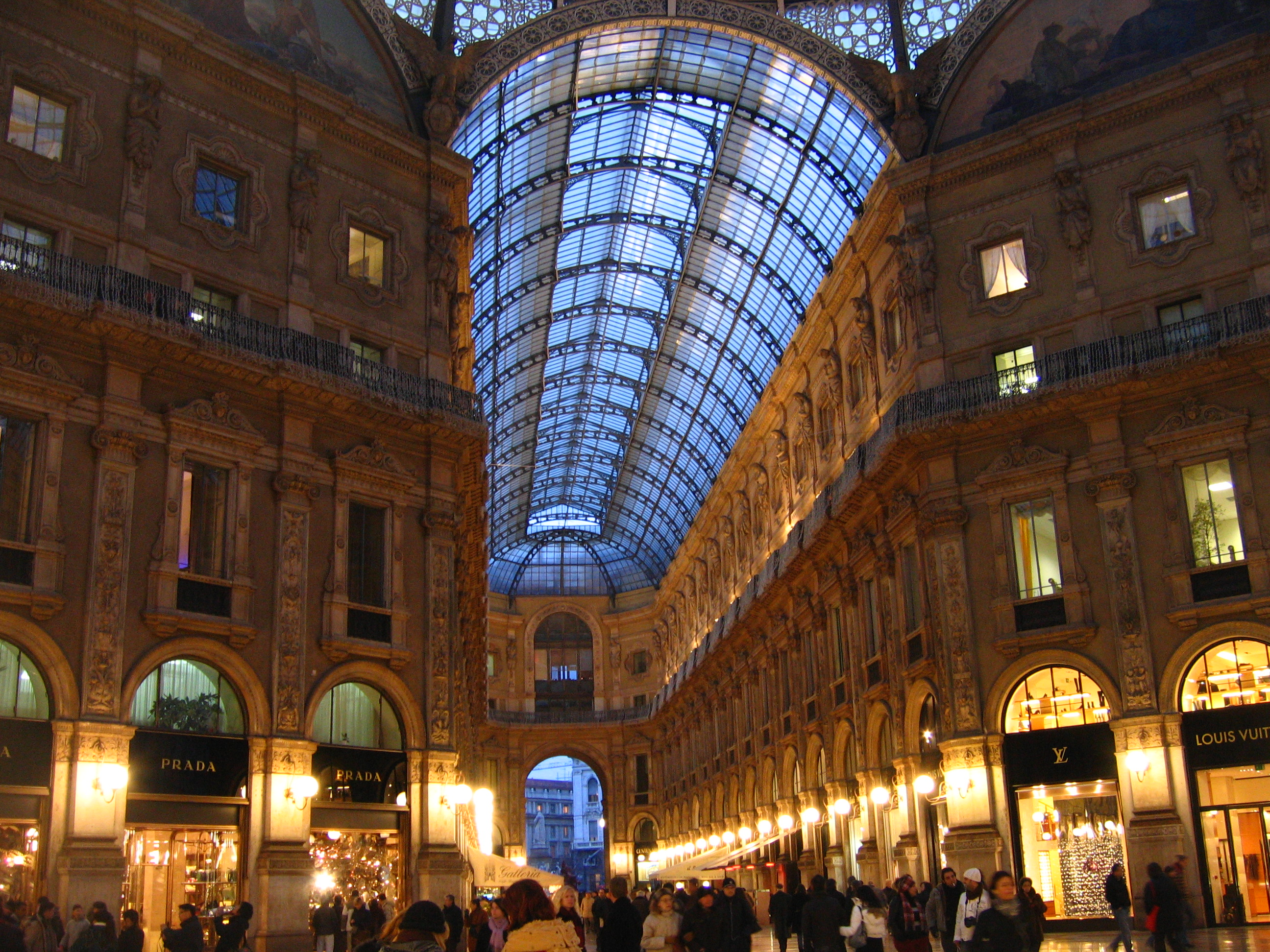
Торгова Галерея Віктора Емануїла II у Мілані. 2008

У Мілані розташовані багато фінансових компаній, а в передмісті розташовується «авангард» промислової зони. Фієра Мілано, міський торговий-виставковий комплекс — один з найзначніших у світі. Нові торгові площі в північно-західних передмістях Перо і Ро відкриті в травні 2005.

### Знамениті компанії з Мілана
| - Alemagna - Alfa Romeo - Banca Intesa - Corriere della Sera - CMN - Dolce & Gabbana - Eni - Feltrinelli Editore - Fiera Milano - Ferrovie Nord Milano | - Gianni Versace - Giorgio Armani - Mediaset - Mediobanca - Mondadori Editore - Motta - Pirelli - Prada - Telecom Italia |

## Транспорт

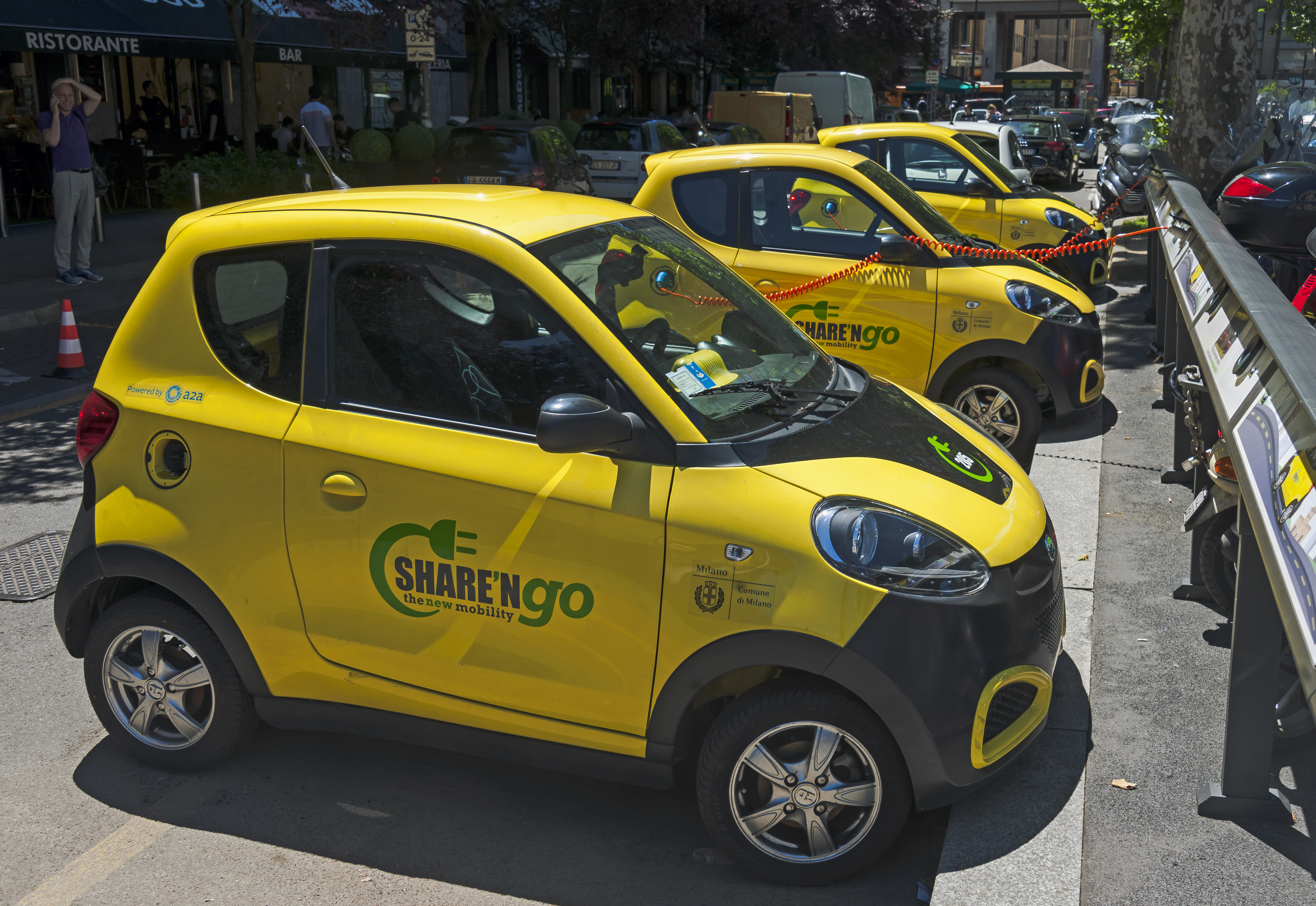
Каршеринг автомобілів на площі Дука д'Аоста

Мілан є одним з ключових транспортних вузлів Італії та Південної Європи. Його центральний залізничний вокзал є другим в Італії після римського залізничного вокзалу Терміні та восьмим за завантаженістю в Європі. Аеропорти Мальпенса, Лінате та Оріо-аль-Серіо обслуговують Великий Мілан, найбільшу агломерацію в Італії.
Azienda Trasporti Milanesi (ATM) — міланська муніципальна транспортна компанія; вона керує 5 лініями метро, 18 трамвайними лініями, 131 автобусною, 4 тролейбусними та 1 пасажирською лінією, перевізши близько 776 мільйонів пасажирів у 2018 році. Загалом мережа охоплює майже 1500 км, охоплюючи 46 муніципалітетів. Окрім громадського транспорту, ATM керує розв’язковими паркінгами та іншими транспортними послугами, включаючи системи спільного використання велосипедів і автомобілів.

### Автобуси
Автобусні лінії охоплюють понад 1070 км. У Мілані також є служби таксі, якими керують приватні компанії та мають ліцензію міської ради Мілана. Місто також є ключовим вузлом національної мережі доріг, яке обслуговується всіма основними магістралями Північної Італії. Численні міжміські автобусні лінії з'єднують Мілан з багатьма іншими містами Ломбардії та по всій Італії.
В місті функціонує автовокзал «Лампуньяно» — головний автовокзал Мілану, звідси йдуть рейсові автобуси практично по всій південній та західній Європі.

### Аеропорти

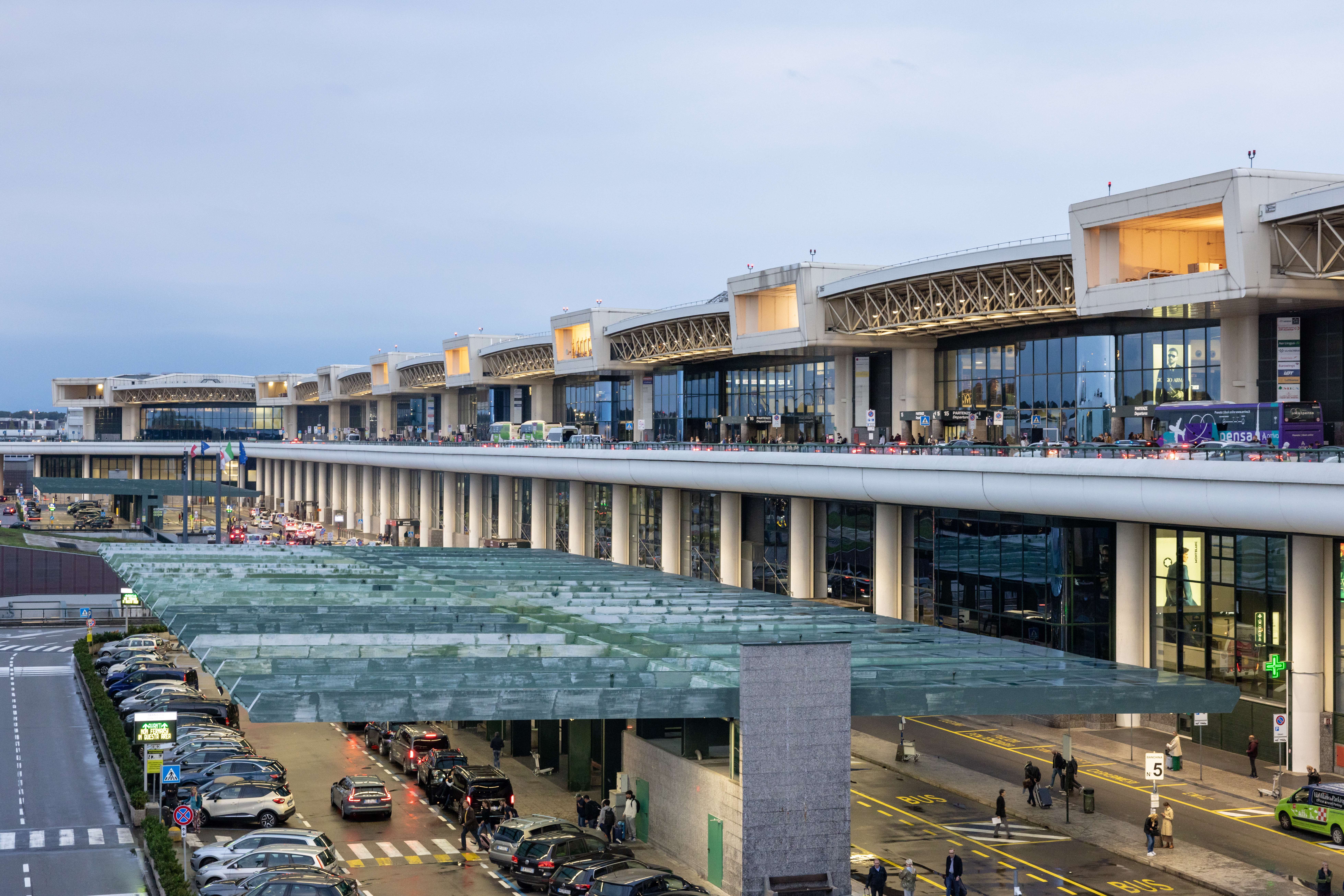
Міжнародний аеропорт «Мілан-Мальпенса»

У передмісті є великий Міжнародний аеропорт «Мілан-Мальпенса» (MXP), розташований у Варезе. Він сполучений з центром міста залізничною гілкою «Мальпенза Експрес» (від станції Кадорна). Також у Мілані розташований Аеропорт Лінате (LIN) в межах міста (використовують для внутрішнього європейського і місцевого сполучення). Маленький Аеропорт Оріо аль Серіо (BGY) в Бергамо використовують тільки для чартерів, малобюджетних і вантажних операцій.
Об'єднані разом три аеропорти роблять Мілан великим європейським вузлом авіаперевезень з оборотом понад 30 мільйонів пасажирів за рік. Під час кризи навколо національного італійського перевізника Alitalia ключовою вимогою італійського уряду до потенційних інвесторів було збереження Мілана як центра авіаперевезень.

### Метро і трамваї

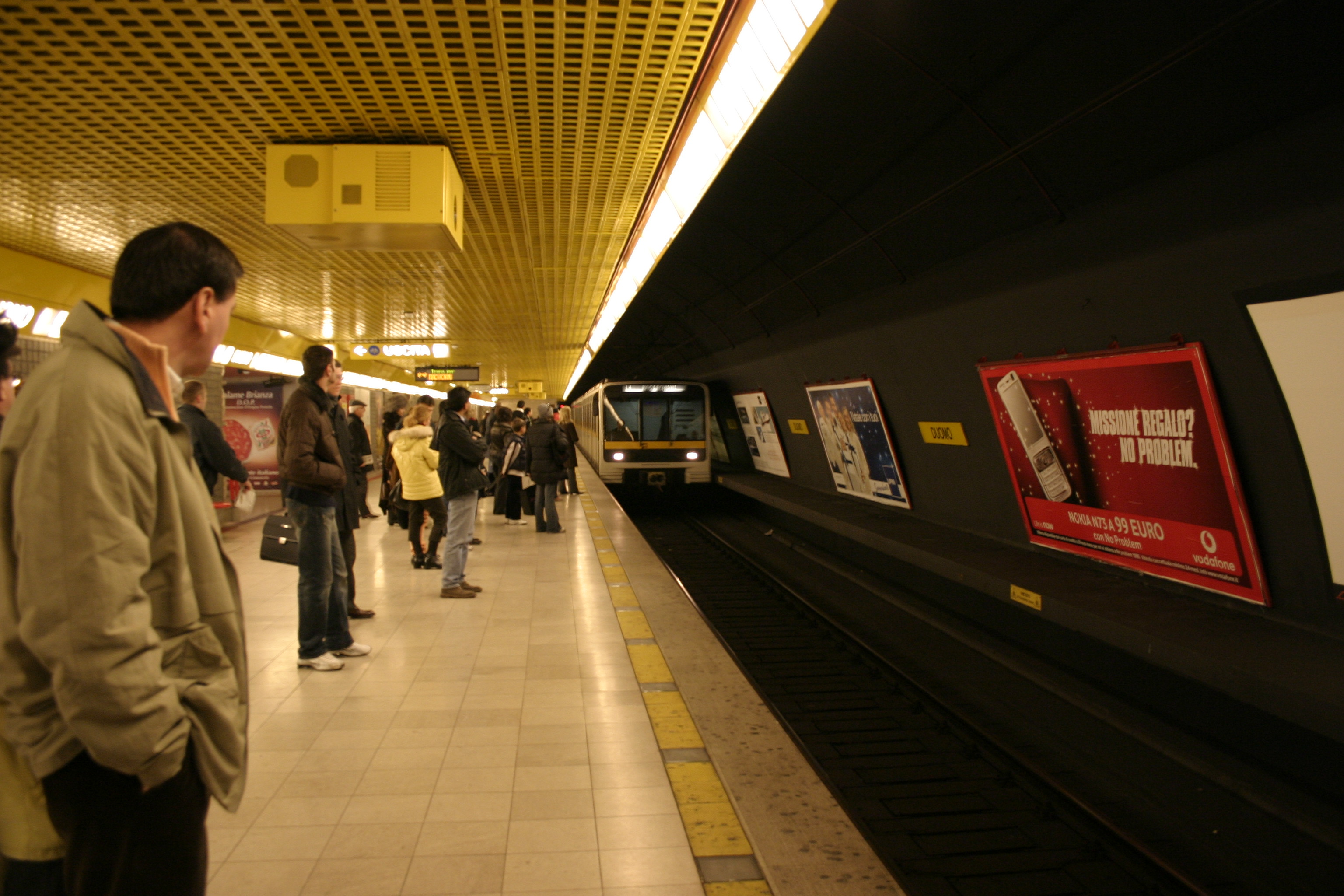
Метро в Мілані

Мілан має чотири лінії метро загальною протяжністю понад 104 км. Також є легке метро, назване «Метро Св. Рафаеля», що сполучає лікарню Св. Рафаеля зі станцією Кашина Гобба (M2).
У Мілані — найрозвиненіша система трамваїв у Західній Європі, понад 286 км шляхів, що об'єднують Великий Мілан. Тролейбусна мережа значно менша за трамвайну, проте вона також одна з найбільших у Західній Європі. Являє собою кільце навколо центру міста з кількома відгалуженнями в бік околиць.

### Приміське залізничне сполучення

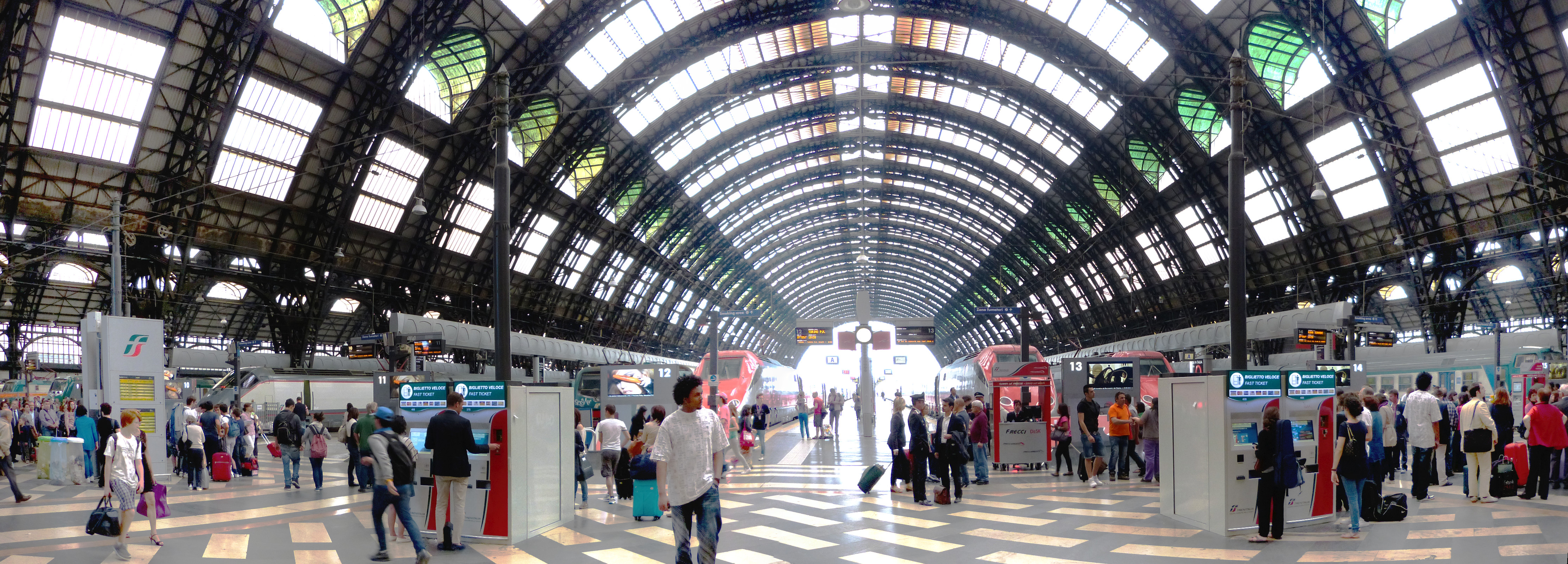
Центральний залізничнний вокзал у Мілані. 2012

Приміське залізничне сполучення (називається «S» Lines (Suburban Railway Service), схоже на французький «RER» і німецький «S-Bahn»), об'єднує 10 приміських ліній, сполучає Великий Мілан і інші міста, наприклад, Комо або Варезе. Регіональне залізничне сполучення (називають «R» (Regional)) сполучає Мілан з рештою Ломбардії і національною залізничною мережею.

### Таксі
У Мілані працює дуже ефективне таксі, що належить приватним компаніям і ліцензійоване муніципалітетом Мілана (Comuna di Milano). Машини бувають тільки одного кольору: білі. Ціна поїздки залежить від її тривалості і відстані.

## Мілан як культурний центр

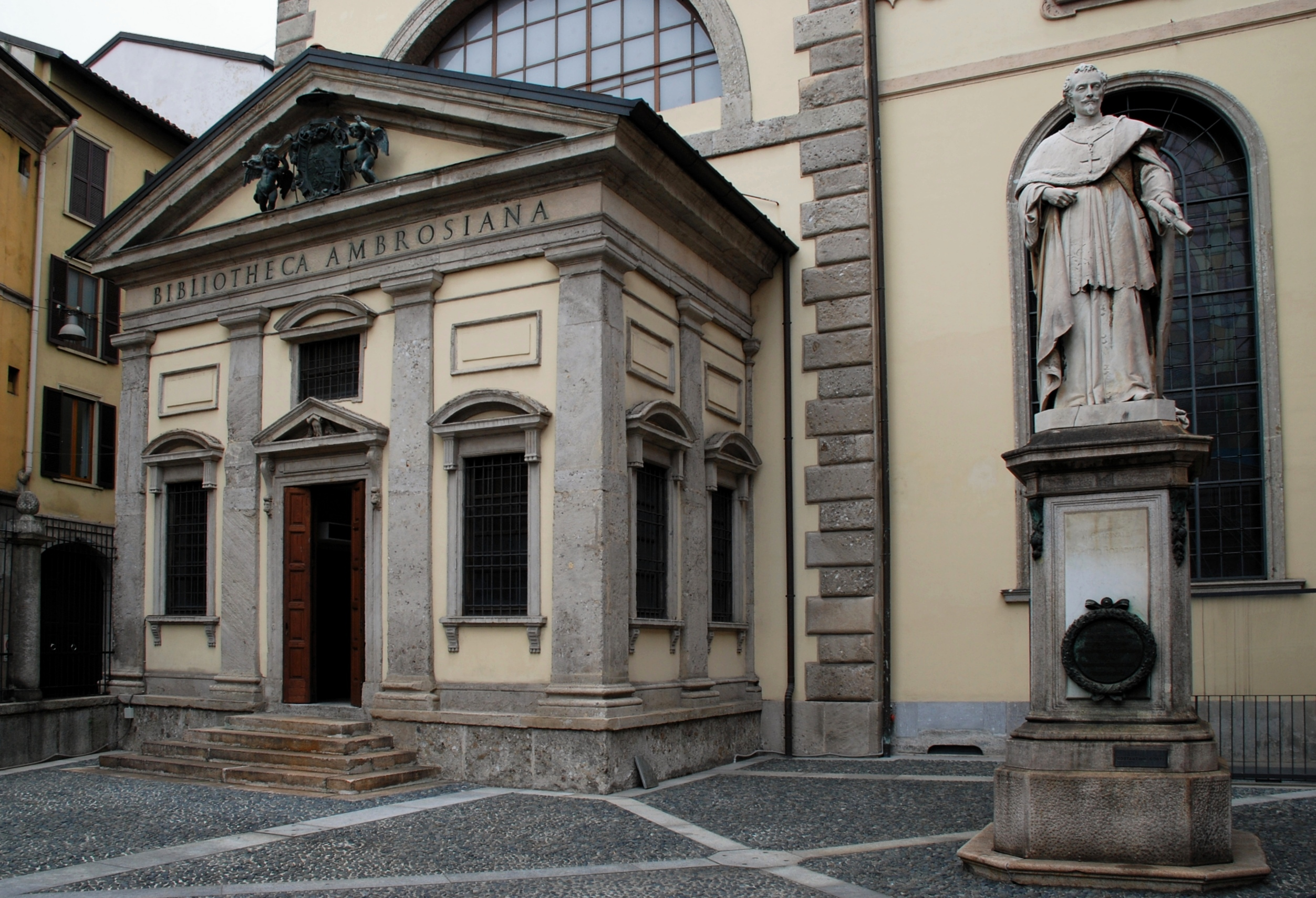
Амброзіанська бібліотека

### Пам'ятки культури
- Оперний театр Ла-Скала (XVIII–XIX ст.)
- Амброзіанська бібліотека, у її складі — Амброзіанська пінакотека
- Оспедалє Маджоре, XV ст.
- Замок Сфорца (Кастелло Сфорцеско)
- Пінакотека Брера

### Храми Мілана
- Міланський собор (XIV–XIX ст.), (XV ст.)
- Базиліка Сан-Лоренцо (IV ст.)
- Базиліка Сант-Амброджіо (IV–XII ст.)
- Базиліка Св. Лаврентія
- церква Санта Марія прессо Сан Сатіро, XV ст.
- Храм Санто-Стефано Маджоре
- Храм Сан Марко
- Церква Сан Сісто
- Церква Сан Алессандро ін Зебедія
- церква Санта Марія делле Ґраціє, що містить фреску «Тайна вечеря» Леонардо да Вінчі

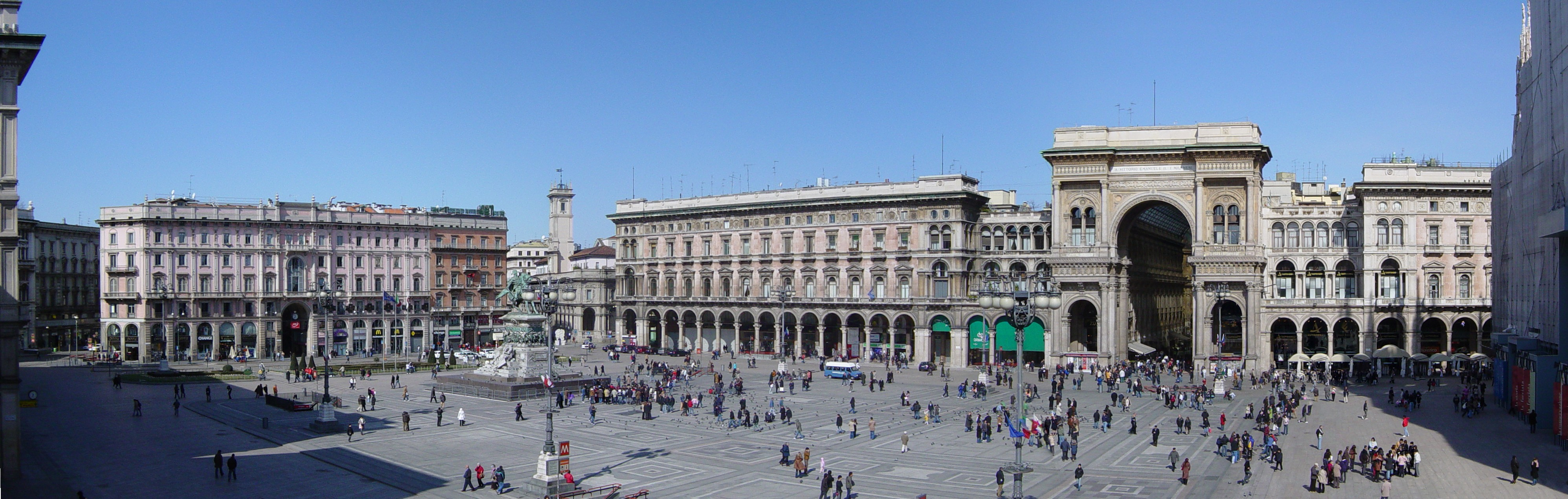
Центральна площа Мілану Piazza del Duomo

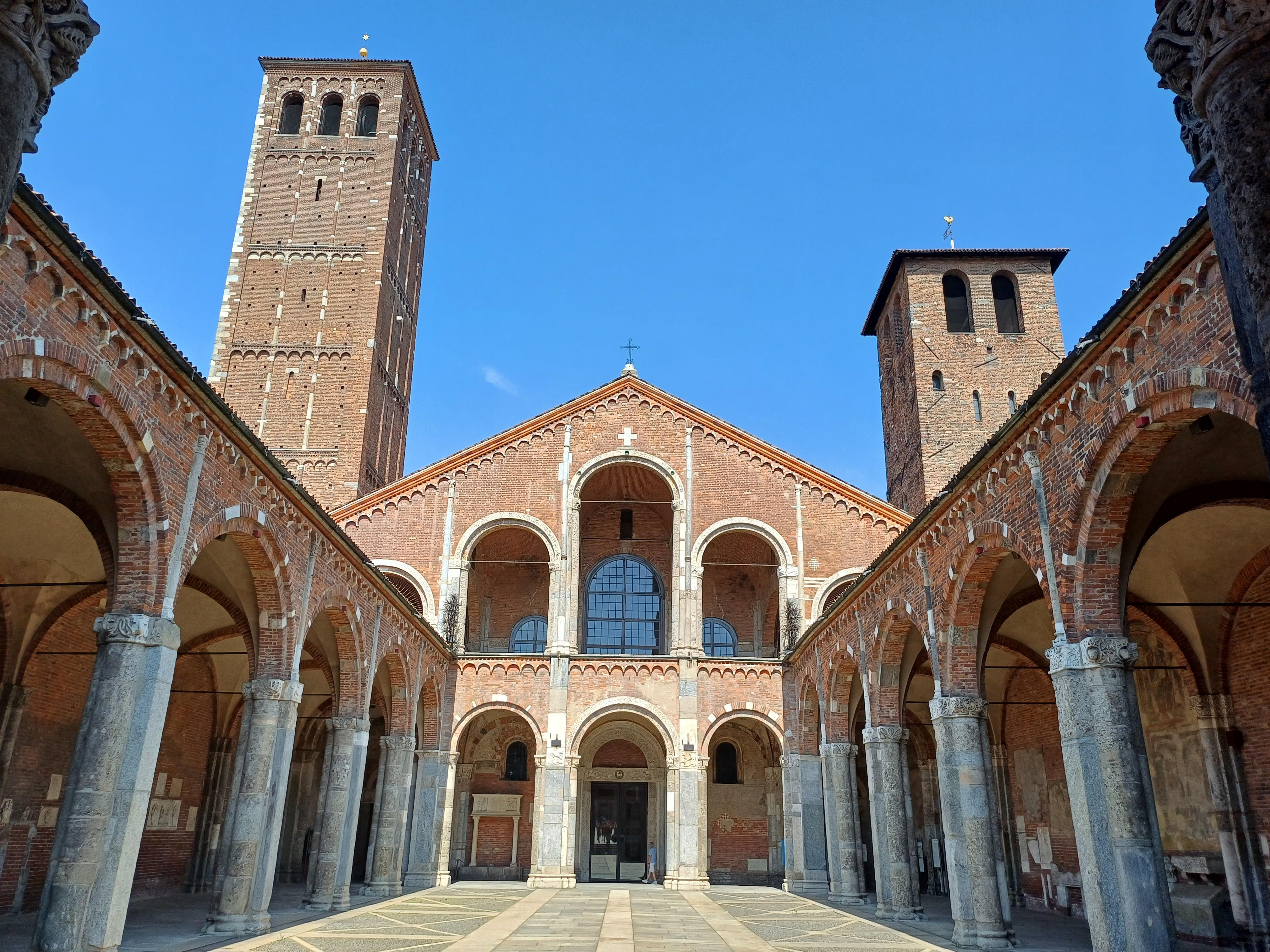
Базиліка Св. Амвросія, дворик
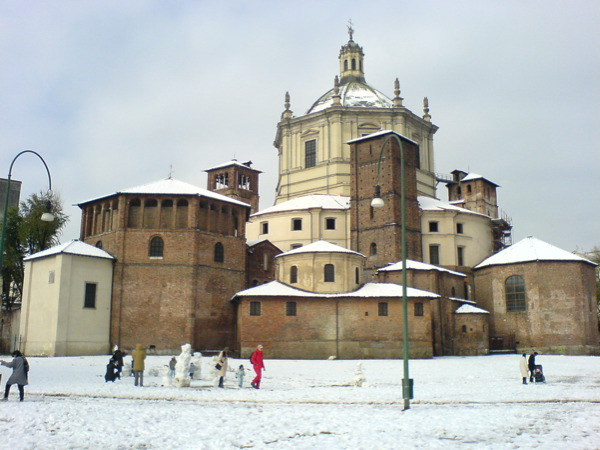
Базиліка Св. Лаврентія взимку ззовні
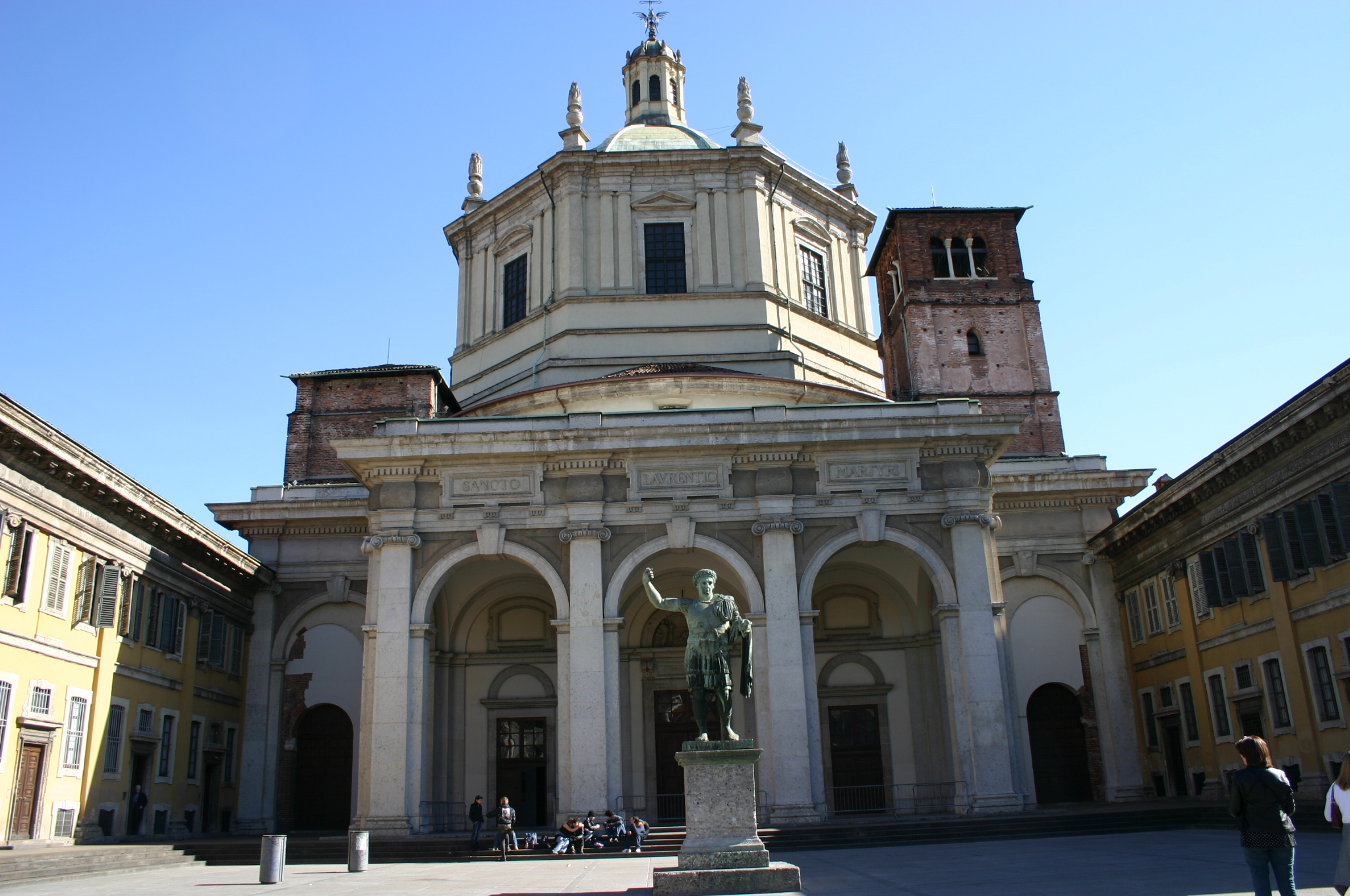
Базиліка Св. Лаврентія, головний фасад 19 ст.
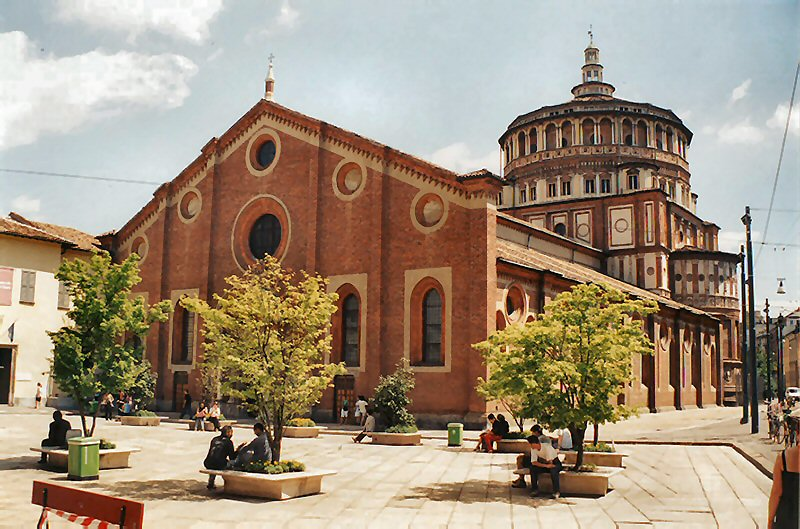
Церква Санта Марія делле Граціє, фасад

### Старовинні палаци Мілана

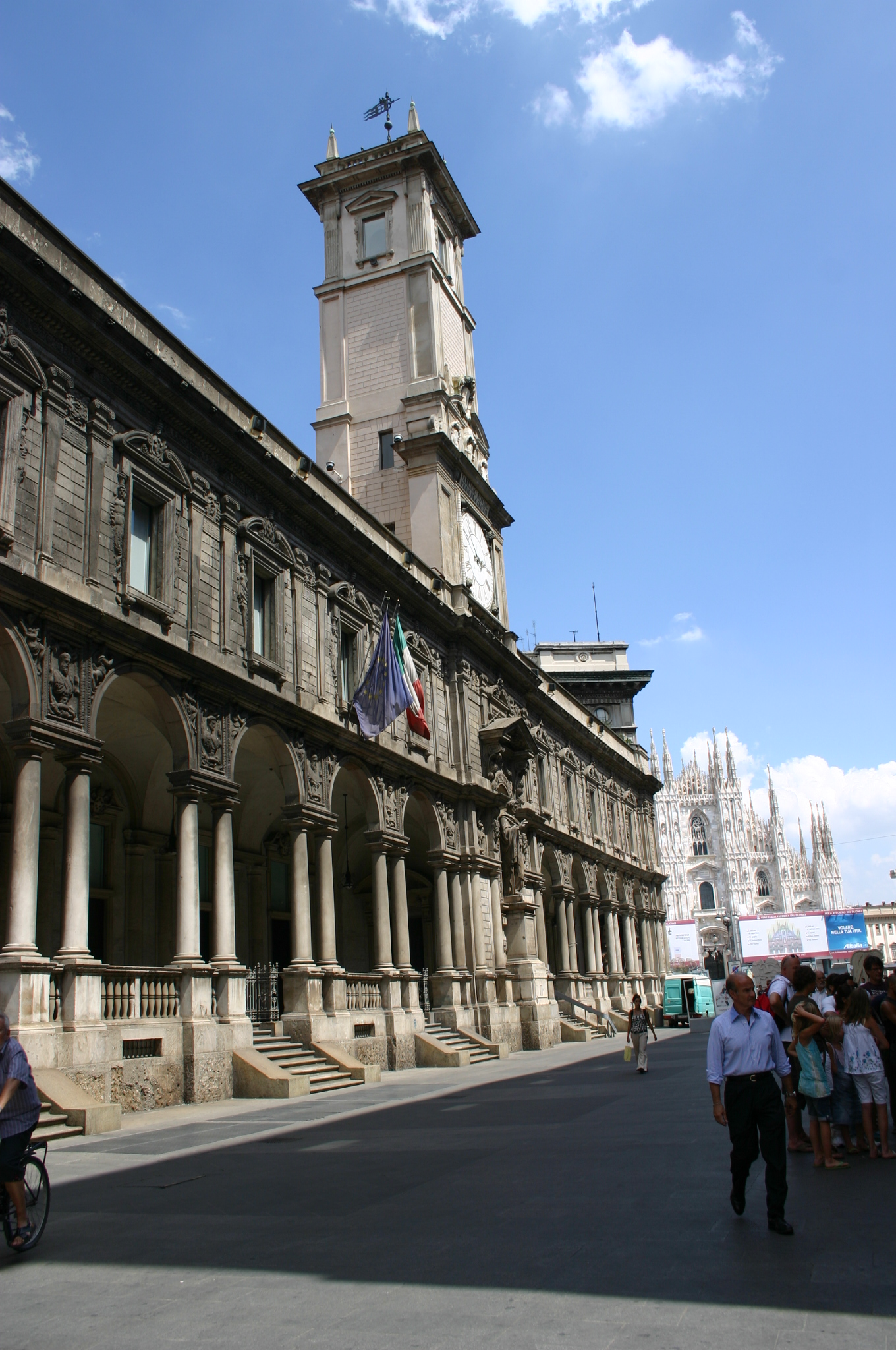
Арх. Вінченцо Сереньї. Так званий палац юристів, Мілан (колишній палац Аффарі, нині торгово-промистова палата з 1911 року).

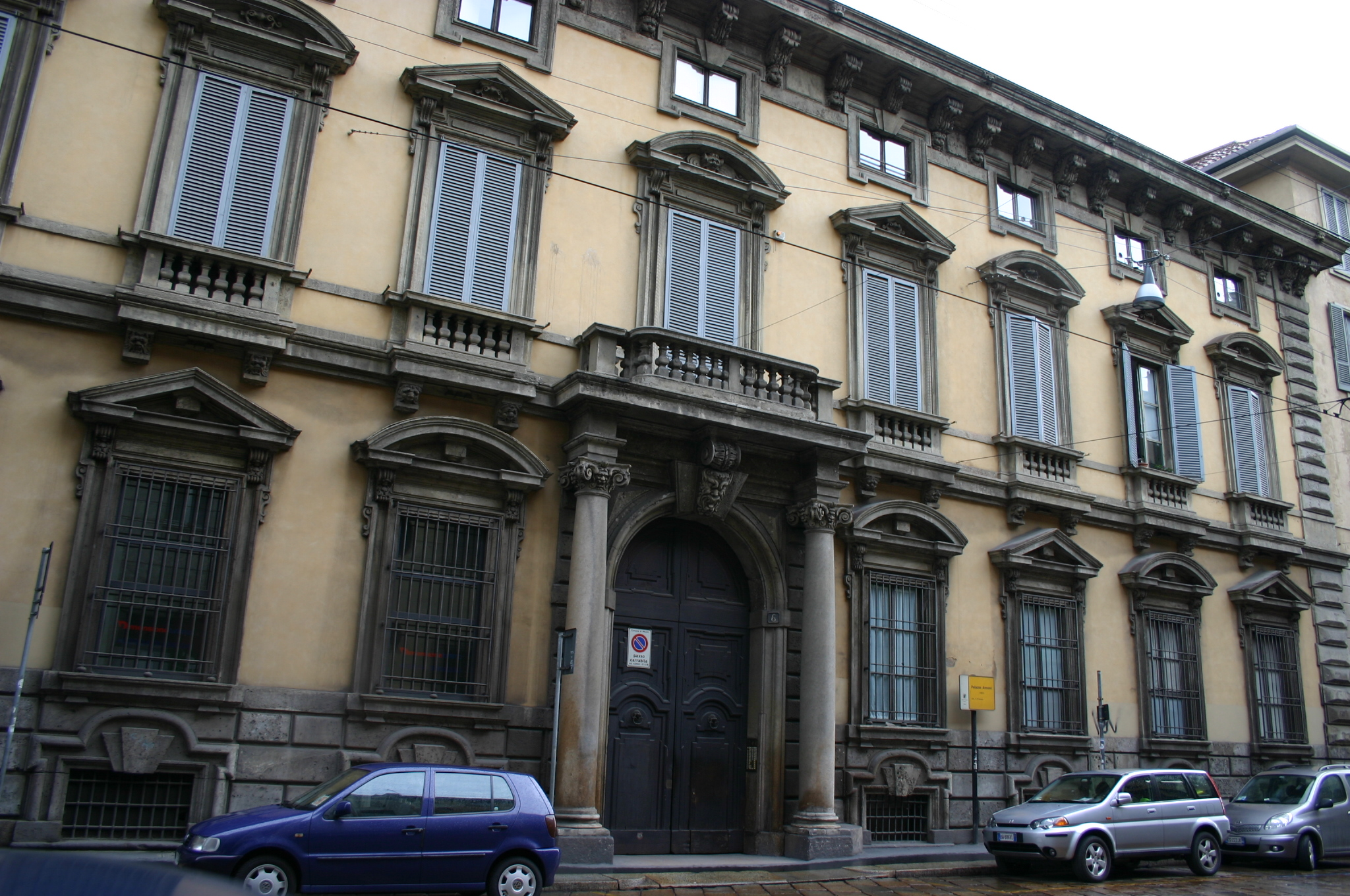
Арх. Ф.М. Рікіні. Палац Анноні, Мілан
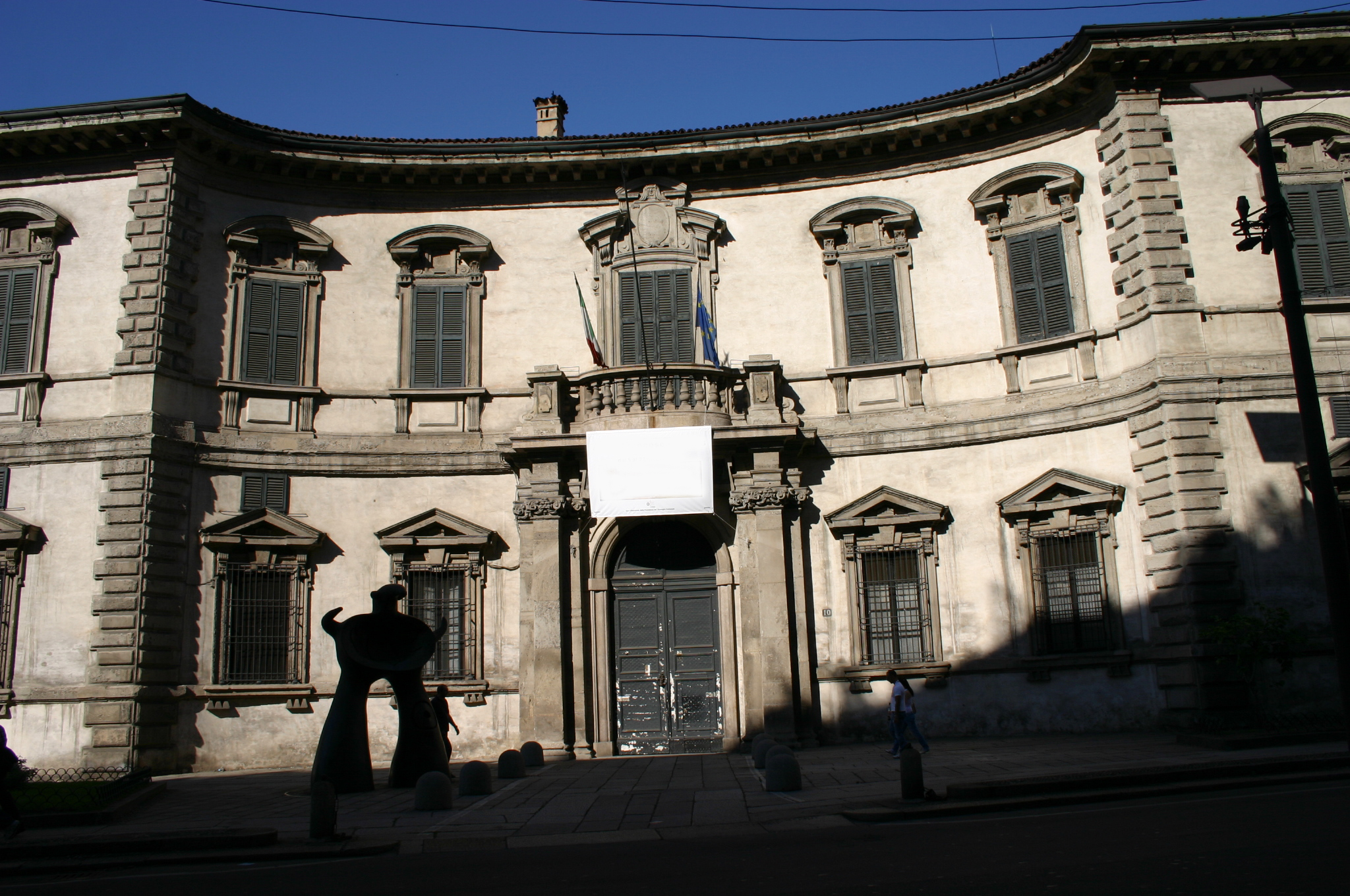
Арх. Ф.М. Рікіні. Палац сенаторів, Мілан
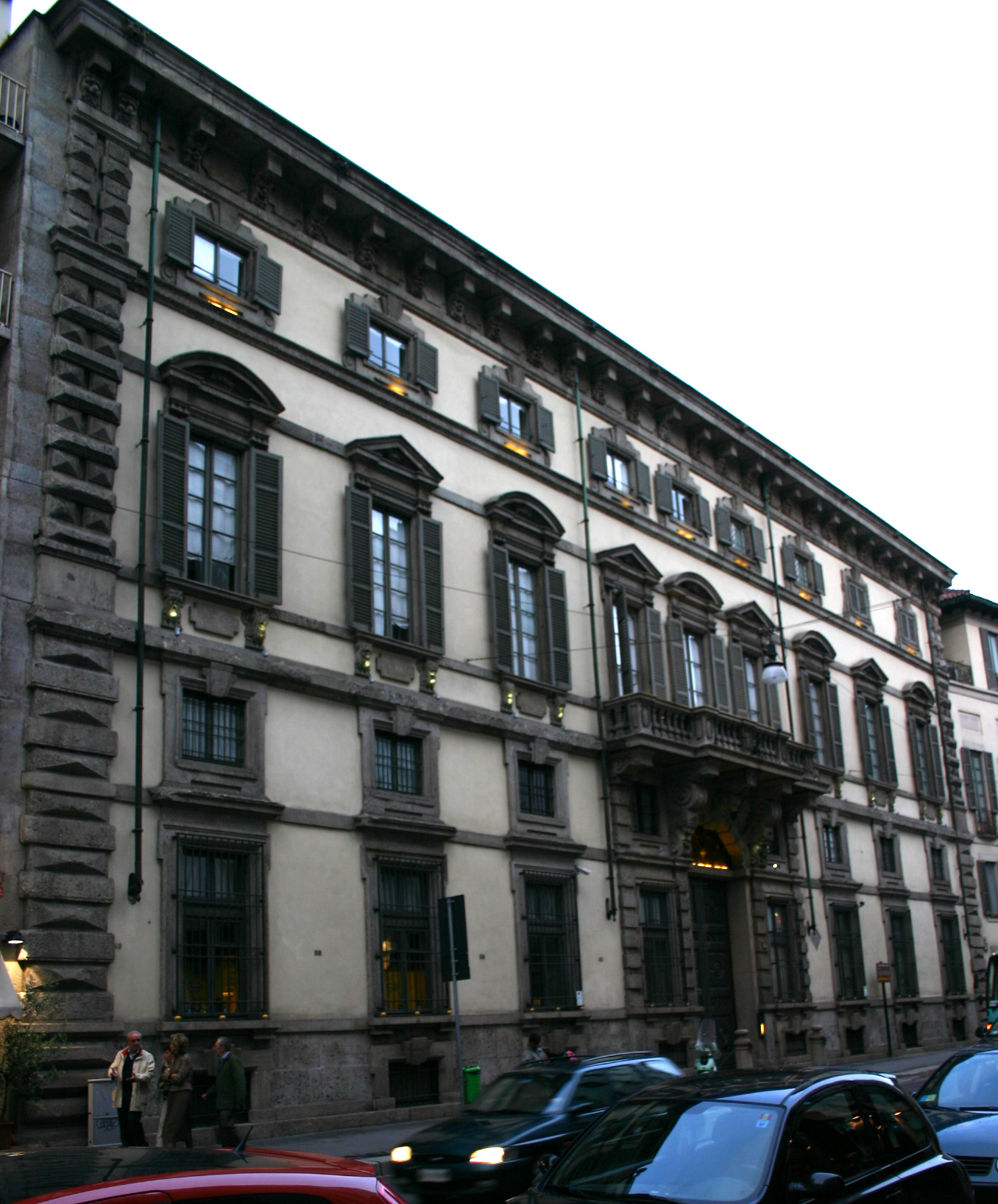
Арх. Ф.М. Рікіні. Палац Дуріні-Капроні, Мілан

### Мілан і мистецтво, музеї

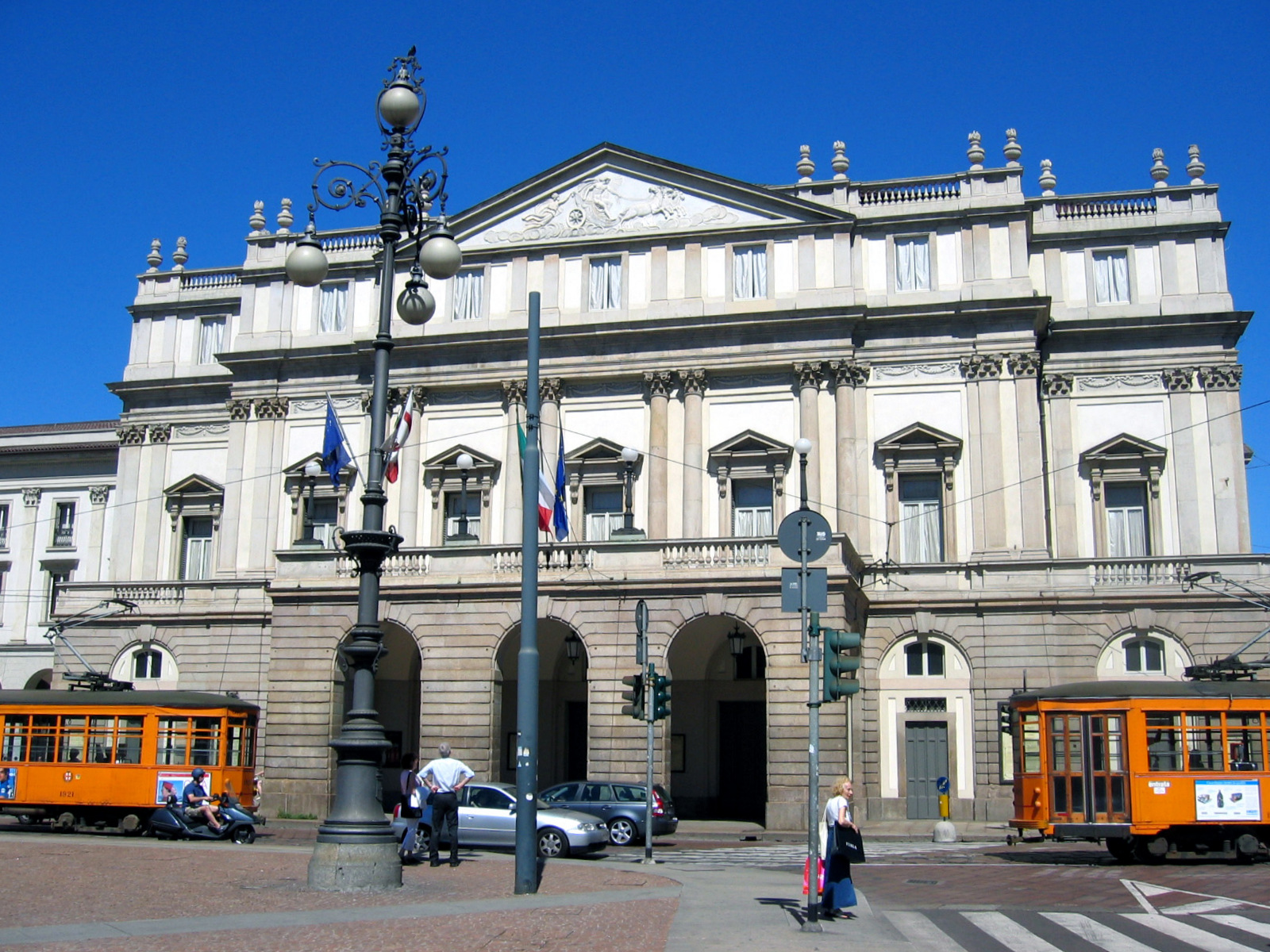
Театр Ла Скала

Мілан — важливе місто в світовій ліричній опері, із уславленим Театром Ла Скала.
Амброзіанська бібліотека — це одне з головних сховищ європейської культури. У її обширних сховищах зберігаються малюнки і рукописи Леонардо да Вінчі. У місті також розташована Академія мистецтв Брера.
У трапезній монастиря Санта-Марія делле Граціє (Santa Maria delle Grazie) знаходиться один з найбільших творів Леонардо да Вінчі — полотно Таємна Вечеря («Cenacolo»).
- Пінакотека Брера
- Музей Польді-Пеццолі
- Музей Багатті Вальсеккі
- Пінакотека замку Сфорца
- Галерея сучасного мистецтва (Мілан)
- Театральний музей ла Скала
- Музей Рісорджименто (Мілан)

### Особи, пов'язані з Міланом

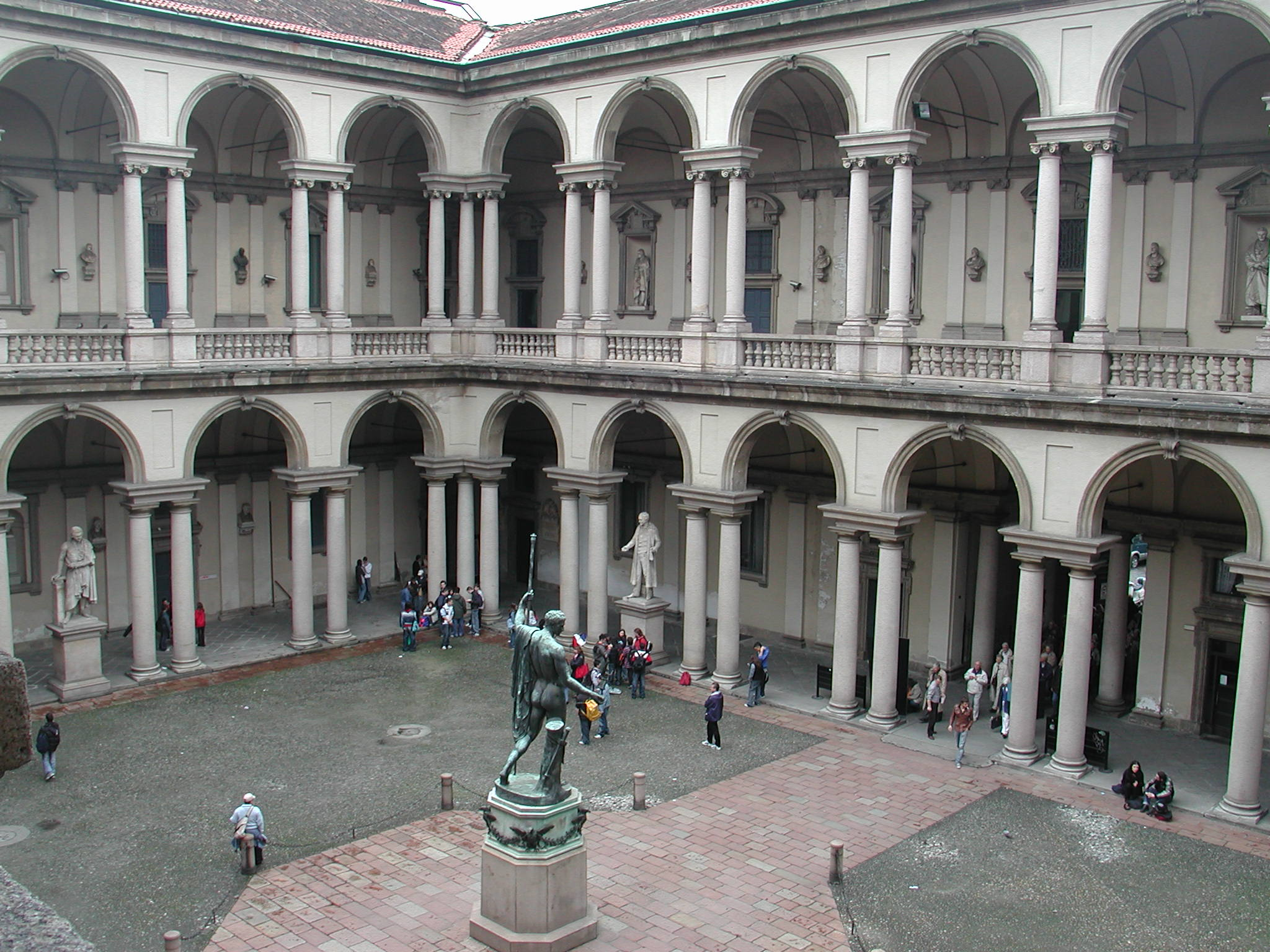
Подвір'я Палацу Брера. Мілан

- Філарете (бл. 1400—1467) — архітектор, теоретик архітектури
- Джан Джакомо Тривульціо (1441—1518) — талантовитий військовик, меценат, маршал Франції
- Леонардо да Вінчі (1452—1519) — науковець, інженер, художник
- Джузеппе Арчімбольдо (1527—1593) — відомий художник доби європейського маньєризму
- Федеріко Борромео (1564—1631) — кардинал
- Алессандро Маньяско (1667—1749) — художник доби бароко
- Андреа Аппіані (1754—1817) — художник, збирач пінакотеки Брера
- Стендаль (1783—1842) — французький письменник
- Федір Шаляпін (1873—1938) — оперний співак
- Лукіно Вісконті (1906—1976) — кінорежисер
- Іза Міранда (1909—1982) — італійська акторка
- Ніно Рота (1911—1979) — італійський композитор, автор музики до багатьох популярних фільмів
- Альберто Латтуада (1914—2005) — італійський кінорежисер, сценарист, продюсер, критик
- Валентіна Кортезе (1923—2019) — італійська актриса
- Адріано Челентано (* 1938), актор, співак, кантауторе, режисер, телеведучий, громадський діяч
- Франко Неро (* 1941) — італійський актор, продюсер
- Б'яджо Антоначчі (* 1963) — кантауторе.

## Освіта
У місті є шість університетів: Комерційний (Bocconi, 1902), Католицький (Cattolica, 1921), Державний (Statale di Milano, 1923), Мов і комунікації (IULM, 1968), Медичний (Vita-Salute San Raffaele, 1996), Бікокка (Bicocca, 1998).

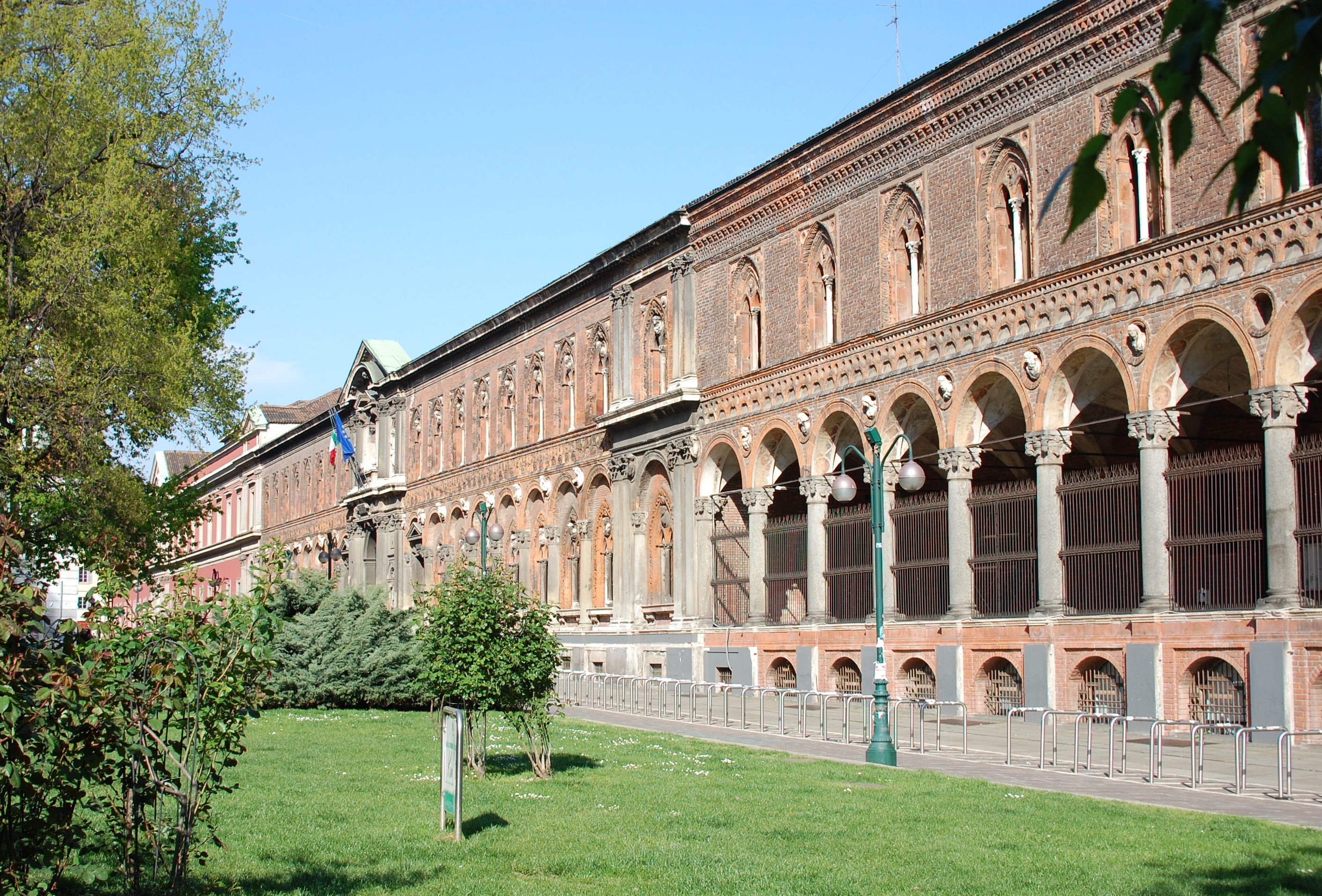
Фасад головної будівлі
Державного університету Мілана
на вул. Festa del Perdono

Крім того: Академія мистецтв (Accademia di Brera, 1776), Політехніка (Politecnico, 1863), Інститут дизайну (IED, 1966), Нова академія мистецтв (NABA, 1980).

## Спорт
Місто є «домашнім» містом двох світових футбольних клубів: «Мілан» і «Інтернаціонале» (тренувальна база розташована в Аппіано Джентіле-комо). Відомий трек Формули-1 Гран-прі Італії «Монца» розташований на околиці.
Міланська «Олімпія» — успішна європейська баскетбольна команда. Виграла 3 Європейських кубки (Євроліга), Кубок світу (Міжконтенентальний кубок), 3 Кубки володарів кубків (Кубок Сапорти), 2 кубки Корача і 28 національних чемпіонатів, а також 6 кубків та 3 суперкубки Італії.
Міланський регбі-клуб «Аматорі» виграв 18 національних чемпіонатів. А хокейний клуб Мілана виграв 29 національних чемпіонатів.
Мілан і Ломбардія були кандидатами на проведення Літніх Олімпійських Ігор 2016 року — «Мілан-Ломбардія 2016» (Ігри проведені в Ріо-де-Жанейро, Бразилія).

### Стадіони
- Автодром Монца (Autodromo di Monza) — автомототрек — 137.000
- Джузеппе Меацца (Сан-Сіро) — тільки футбол — 85.700
- Арена Чівіка — легка атлетика, регбі, футбол — 30.000
- Brianteo — легка атлетика, футбол — 18.568
- Ippodromo del Trotter — кінні види спорту — 16.000
- Ippodromo del Galoppo — кінні види спорту — 15.000
- Forum di Assago — баскетбол, хокей, волейбол, концертний майданчик — 13.000—16.000
- Velodromo Vigorelli — велотрек, американський футбол — 12.000
- MazdaPalace — баскетбол, волейбол — 9.000
- PalaLido — баскетбол — 5.000
- Agora — хокей — 4.000
- Nuovo Giuriati — регбі — 4.000

## Сусідні муніципалітети
| - Ассаго - Баранцате - Арезе - Брессо - Буччинаско - Чезано-Босконе - Колоньо-Монцезе - Корсіко | - Кормано - Кузаго - Новате-Міланезе - Опера - Перо - Песк'єра-Борромео - Ро - Роццано | - Сан-Донато-Міланезе - Сеграте - Сесто-Сан-Джованні - Сеттімо-Міланезе - Треццано-суль-Навільйо - Вімодроне |